# S.W.A.T. – Különleges egység
A S.W.A.T. – Különleges egység (eredeti cím: S.W.A.T.) egy 2017 és 2025 között sugárzott amerikai televíziós sorozat. A sorozat alkotói Shawn Ryan és Aaron Rahsaan Thomas, akik az 1975-ben bemutatott S.W.A.T. című sorozatot rebootolták, ami a S.W.A.T. speciális alakulat kalandjait követte nyomon. A sorozat főszereplői közt megtalálható Shemar Moore, Stephanie Sigman, Alex Russell, Lina Esco és Kenny Johnson.
A sorozatot az Amerikai Egyesült Államokban a CBS mutatta be 2017. november 2-án, Magyarországon az AXN kezdte adni 2018. március 7-én.
2025. márciusában törölték a sorozatot.

## Cselekménye
A sorozat Daniel "Hondo" Harrelson őrmester karakterén keresztül mutatja be egy S.W.A.T.-csapat mindennapjait. Az egykori tengerészgyalogos a csapata vezetőjeként igyekszik teljesíteni a feladatokat, miközben próbálja oldani a feszültséget a los angelesi közösség és a rendőrség között. A műsor alapvetően komoly hangvételű, de humoros jeleneteket is szerepeltetnek benne.

## Szereplők
| Szereplő                 | Színész            | Magyar hang                                                    |
| ------------------------ | ------------------ | -------------------------------------------------------------- |
| Daniel "Hondo" Harrelson | Shemar Moore       | Zámbori Soma                                                   |
| Jack Mumford             | Peter Onorati      | Barbinek Péter                                                 |
| Victor Tan               | David Lim          | Czető Roland                                                   |
| Jim Street               | Alex Russell       | Fehér Tibor                                                    |
| Jessica Cortez           | Stephanie Sigman   | Huszárik Kata                                                  |
| Christina "Chris" Alonso | Lina Esco          | Molnár Ilona                                                   |
| Dominique Luca           | Kenny Johnson      | Sörös Sándor Németh Gábor (5. évad) Berzsenyi Zoltán (7. évad) |
| David "Deacon" Kay       | Jay Harrington     | Széles Tamás Varga Gábor (7x1-7x3)                             |
| Robert Hicks             | Patrick St. Esprit | Harsányi Gábor                                                 |
| Annie Kay                | Bre Blair          | Kis-Kovács Luca                                                |
| Rocker                   | Lou Ferrigno Jr.   | Hegedüs Miklós                                                 |
| William "Buck" Spivey    | Louis Ferreira     | Végh Péter                                                     |
| Nichelle Carmichael      | Rochelle Aytes     | Zsigmond Tamara                                                |

## Évados áttekintés
| Évad | Évad | Részek száma | Részek száma | Eredeti sugárzás     | Eredeti sugárzás | Eredeti adó         | Magyar sugárzás     | Magyar sugárzás    | Magyar adó |
| Évad | Évad | Részek száma | Részek száma | Évadbemutató         | Évadzáró         | Eredeti adó         | Évadbemutató        | Évadzáró           | Magyar adó |
| ---- | ---- | ------------ | ------------ | -------------------- | ---------------- | ------------------- | ------------------- | ------------------ | ---------- |
|      | 1.   | 22           | 22           | 2017. november 2.    | 2018. május 17.  |                     | 2018. március 7.    | 2018. augusztus 1. |            |
|      | 2.   | 23           | 23           | 2018. szeptember 27. | 2019. május 16.  | 2019. március 13.   | 2019. augusztus 14. |                    |            |
|      | 3.   | 21           | 21           | 2019. október 2.     | 2020. május 20.  | 2020. március 18.   | 2020. december 16.  |                    |            |
|      | 4.   | 18           | 18           | 2020. november 11.   | 2021. május 26.  | 2021. április 7.    | 2021. október 27.   |                    |            |
|      | 5.   | 22           | 22           | 2021. október 1.     | 2022. május 22.  | 2022. március 23.   | 2022. július 20.    |                    |            |
|      | 6.   | 22           | 22           | 2022. október 7.     | 2023. május 19.  | 2023. március 22.   | 2023. július 5.     |                    |            |
|      | 7.   | 13           | 13           | 2024. február 16.    | 2024. május 17.  | 2024. november 6.   | 2025. január 29.    |                    |            |
|      | 8.   | 22           | 22           | 2024. október 18.    | 2025. május 16.  | 2025. szeptember 1. | 2025. október 7.    |                    |            |